# Zipfelkäfer

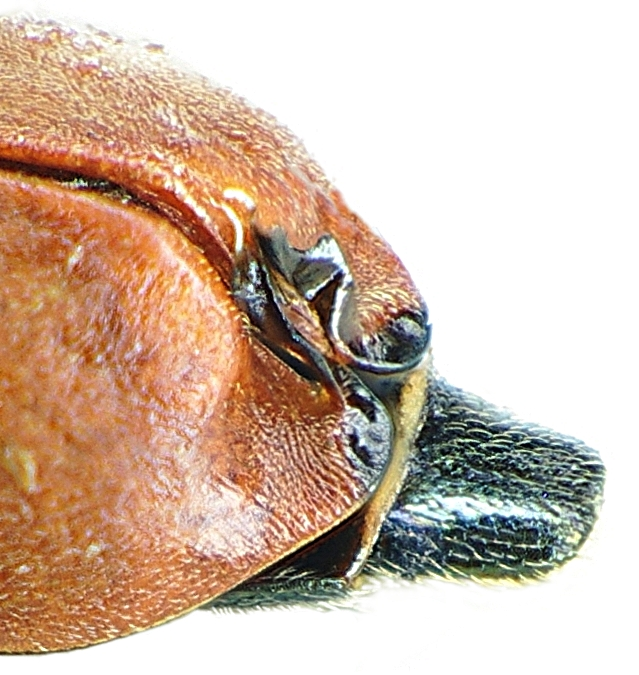
Abb. 1: Excitatoren beim
Roten Zipfelkäfer an der
Spitze der Flügeldecken

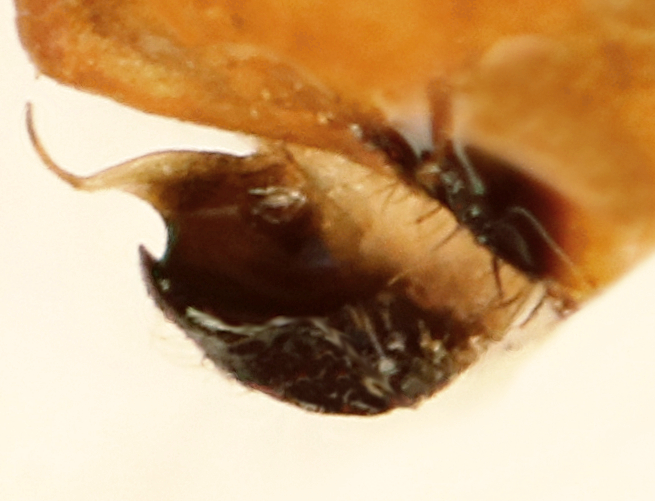
Abb. 2: Rechte Organhälfte des
Excitators des Gebänderten Warzen-
käfers an der Flügeldeckenspitze

Die Zipfelkäfer oder Warzenkäfer (Malachiinae) stellen eine Unterfamilie der Melyridae dar. Früher wurden sie in den Familienrang gestellt und entsprechend wissenschaftlich als Malachiidae bezeichnet.

## Merkmale
Die Käfer werden zwei bis sechs Millimeter lang und sind bunt (grün, blau, rot oder schwarz) gefärbt.
Ihren Namen haben die Käfer von ausstülpbaren beziehungsweise wieder zurückziehbaren Hautblasen. Diese treten zipfelförmig seitlich an der Vorderbrust sowie am Hinterleib hervor und sind meist auffällig orangerot gefärbt. 
Eine weitere Auffälligkeit der Zipfelkäfer sind bei den Männchen der meisten Gattungen vorhandene Ausformungen des Chitinskeletts, die Excitatoren. Diese können bei den verschiedenen Arten sehr verschiedene Formen annehmen. Nach der Lage der Excitatoren unterscheidet man weltweit 15 Typen, in Mitteleuropa fünf Typen. Am häufigsten liegen die Ecitatoren am Ende der Flügeldecken (elytral-apical, Abb. 1). Die Excitatoren sind Sekretionsorgane. Die Männchen sondern in diese ein Sekret ab, um das Weibchen in Paarungsbereitschaft zu versetzen (Geschmacksbalz, Gustatorische Balz). Die Weibchen lecken die Flüssigkeit auf, wobei beide Geschlechter sexuell erregt werden. Die Lage der Excitatoren bestimmt die Art der Balz. Bei Troglops albicans liegen die Excitatoren auf der Stirn. Das Männchen bietet dem Weibchen die Stirnorgane zum Hineinbeißen an. Dann läuft es zum Hinterende des Weibchens und prüft die Paarungsbereitschaft. Der Vorgang wiederholt sich bis zur Paarung. Bei Axinotarsus pulicarius dreht sich das Männchen so, dass dem Weibchen die am Hinterleibsende liegenden Excitatoren präsentiert werden. Daraufhin dreht sich das Männchen um 180°. Der Vorgang wiederholt sich, bis das Weibchen sich ebenfalls um 180° dreht, sodass sich die beiden Hinterleibsenden berühren und es zur Kopulation kommt. 
Beim Roten Zipfelkäfer ist die Balz nur wenig stereotyp, sondern variabel.
Nach der Paarung legt das Weibchen die Eier in alter Rinde von toten Bäumen ab. Die Larven entwickeln sich dann im Holz und ernähren sich u. a. von Insektenlarven.

## Lebensweise
Die meisten Arten dieser Unterfamilie ernähren sich von Pollen und toten Insekten, es gibt aber auch Arten, deren Käfer sich räuberisch zum Beispiel von Blattläusen ernähren.

## Systematik
Die Zipfelkäfer sind weltweit mit 3.000 Arten vertreten, von denen 50 in 14 Gattungen in Mitteleuropa leben (43 in Deutschland). In Europa ist die Unterfamilie mit 30 Gattungen und etwa 330 Arten bzw. Unterarten vertreten.
Die folgende Liste gibt eine Übersicht über die in Europa vertretenen Gattungen und einige ausgewählte Arten.
- Anthocomus
  - Anthocomus equestris
  - Gebänderter Warzenkäfer (Anthocomus fasciatus)
  - Roter Zipfelkäfer (Anthocomus rufus)
- Attalus
- Axinotarsus
  - Axinotarsus pulicarius
  - Axinotarsus ruficollis
- Brachemys
- Cephalogonia
- Cephaloncus
- Cerapheles
- Ceratistes
- Charopus
  - Charopus flavipes
- Clanoptilus
- Colotes
- Cordylepherus
- Cyrtosus
- Ebaeus
- Fortunatius
- Haplomalachius
- Hypebaeus
- Ifnidius
- Malachiomimus
- Malachius
  - Großer Blasenkäfer (Malachius aeneus)
  - Zweifleckiger Zipfelkäfer oder Zweifleckiger Warzenkäfer (Malachius bipustulatus)
  - Malachius rubidus
- Micrinus
- Microlipus
- Nepachys
- Paratinus
- Pelochrus
- Protoapalochrus
- Psiloderes
- Sphinginus
- Transvestitus
- Troglops